# Olympische Sommerspiele 2008/Teilnehmer (Namibia)
| Gelbes Symbol für Goldmedaillen mit stilisierten Olympischen Ringen | Graues Symbol für Silbermedaillen mit stilisierten Olympischen Ringen | Braundes Symbol für Bronzemedaillen mit stilisierten Olympischen Ringen |
| ------------------------------------------------------------------- | --------------------------------------------------------------------- | ----------------------------------------------------------------------- |
| —                                                                   | —                                                                     | —                                                                       |

Namibia nahm bei den Olympischen Sommerspielen 2008 in Peking zum fünften Mal an einem olympischen Sommerturnier teil. Die Athleten wurden vom Namibischen Nationalen Olympischen Komitee ernannt. Fahnenträger der Eröffnungsfeier war Manie Heymans.

## Teilnehmer nach Sportarten

### Boxen
- Julius Indongo
Herren, Leichtgewicht
- Mujandjae Kasuto
Herren, Weltergewicht
- Jafet Uutoni
Herren, Halbfliegengewicht

### Leichtathletik
- Stephan Louw
Herren, Weitsprung (13.)
- Helalia Johannes
Damen, Marathon (40.)
- Beata Naigambo
Damen, Marathon (28.)
- Agnes Samaria
Damen, 800 m
Damen, 1500 m

### Radsport
- Mannie Heymans
Herren, Mountainbike
- Erik Hoffmann
Herren, Straßenrennen

### Schießen
- Gaby Ahrens
Damen, Trap (20.)